# Diaphorina helichrysi
Diaphorina helichrysi är en insektsart som beskrevs av Capener 1970. Diaphorina helichrysi ingår i släktet Diaphorina och familjen rundbladloppor. Inga underarter finns listade i Catalogue of Life.